# Hemispheres
Hemispheres är det sjätte albumet av det kanadensiska rockbandet Rush, släppt den 28 oktober 1978.
Albumet gavs även ut i en röd vinylutgåva samt som en picturedisc. Albumet har minst låtar av alla Rush album, med bara 4.
Hemispheres är en del av bandets mest progressiva fas. Det är även den sista i fasen, då Rush började göra låtar som var mer radio-vänliga på det nästa albumet, Permanent Waves.

## Låtlista
Sida ett
1. "Cygnus X-1 Book II: Hemispheres" - 18:18
  - I: "Prelude" - 4:27
  - II: "Apollo (Bringer of Wisdom)" - 2:30
  - III: "Dionysus (Bringer of Love)" - 2:06
  - IV: "Armageddon (The Battle of Heart and Mind)" - 2:56
  - V: "Cygnus (Bringer of Balance)" - 5:01
  - Vi: "The Sphere (A Kind of Dream)" - 1:06

Sida två
1. "Circumstances" - 3:40
2. "The Trees" - 4:42
3. "La Villa Strangiato" - 9:34